# 黄岐半岛

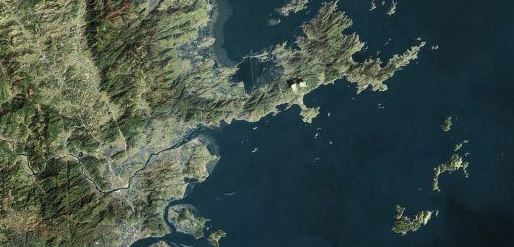
黄岐半岛

黄岐半岛（古名黄崎）位于福建省福州市连江县东部，霞浦东冲口东南侧，西接笔架山。自西向东展布，长31公里，宽4～5公里，面积150平方公里。地势从中央向两侧倾斜，最高处大帽山海拔598.7米。地貌以丘陵为主，局部有低山、平原，河流短小，均独流入海。周围岬湾交错，有黄岐、定海渔港，是福建省重点渔区。设马鼻、官坂、坑园、筱埕、安凯、黄岐、苔菉7个乡镇。
黃岐半島之黃岐港列入台灣與大陸地區「小三通航線」，連接馬祖列島北竿鄉之白沙港，於2015年12月23日首航。